# Phosphure d'aluminium
Le phosphure d'aluminium  est un sel de phosphore (anion) et d'aluminium (cation), à l'aspect de poudre blanche, il est hydrolysant (il réagit avec l'eau), c'est pourquoi il doit être maintenu au sec, car mélangé à l'eau ou à un acide, il subit une hydrolyse et donne un hydroxyde et de la phosphine PH3, un gaz inflammable et hautement toxique (utilisé comme rodenticide, comme le phosphure de zinc ou le phosphure de calcium). Il fait partie de la liste EPA des substances extrêmement dangereuses.

## Propriétés
Les cristaux de phosphure d'aluminium vont du gris foncé au jaune foncé, et possèdent une structure cristalline cubique. Ils sont stables thermodynamiquement jusqu'à 1000 °C,.
Le phosphure d'aluminium réagit avec l'eau ou certains acides pour produire de la phosphine.

## Toxicité
Extrêmement toxique, le phosphure d'aluminium a souvent été utilisé pour des suicides. Sa fumigation a couramment provoqué des morts non intentionnelles, comme en Arabie Saoudite, aux États-Unis ou en France.

Le phosphure d’aluminium a été cité comme source probable d’intoxication mortelle de plusieurs touristes en Thaïlande dans le documentaire canadien Morts mystérieuses en Thailande de Radio Canada.